# Саймон, Брайен Кеннет
Бра́йен Ке́ннет Са́ймон (англ. Bryan Kenneth Simon, 14 апреля 1943 — 3 января 2015) — южноафриканский, затем австралийский ботаник-агростолог.

## Биография
Родился 14 апреля 1943 года в городе Витбанк (ныне — Эмалахлени). Участвовал в экспедиции Родезского школьного исследовательского общества на реку Мвенези, ныне — часть Национального парка Гонарежу. Учился в Университетском колледже Родезии (ныне — Университет Зимбабве).
С 1965 года работал ботаником-систематиком в Национальном гербарии Родезии. Подготовил сводку видов злаков Зимбабве, Замбии и Малави. В 1968 году изучал образцы злаков в гербарии Кью. В 1971 году под руководством Вернона Хейвуда в Редингском университете, после чего вернулся в Африку.
В 1974 году, когда после смерти Стэнли Блейка в гербарии Квинсленда освободилась должность систематика злаков, на его место был принят Саймон. В 1978 году он напечатал предварительную сводку злаков Австралии, первую после 1882 года.
Автор трёх изданий «Ключа к австралийским злакам» (1990, 1993, 2002), автор монографий таких крупных родов, как Sacciolepis, Aristida, Sporobolus. Обработал семейство злаков для Flowering Plants in Australia Б. Д. Морли и Х. Тёлкена, 23 рода для Flora of the Kimberley, подготовил ключ к родам злаков в Flora of Australia.
Принимал участие в Международных ботанических конгрессах в Сиднее (1982), Сент-Луисе (1999) и Мельбурне (2011).
3 января 2015 года Брайен Кеннет Саймон скончался от лейкемии.

## Некоторые научные работы
- Simon, B.K. Rhodesian and Zambian Grass Lists (неопр.) // Kirkia. — 1971. — Т. 8. — С. 3—83.
- Simon, B.K. A revision of the genus Sacciolepis from the Flora Zambesiaca area (англ.) // Kew Bulletin : journal. — 1972. — Vol. 27. — P. 387—406.
- Simon, B.K. A key to Queensland grasses (неопр.) // Botany Branch, Department of Primary Industries, Brisbane, Technical Bulletin. — 1980. — Т. 4. — С. 107 pp.
- Simon, B.K. New species of Gramineae from south-eastern Queensland (англ.) // Austrobaileya : journal. — 1982. — Vol. 1. — P. 455—467.
- Simon, B.K. A key to Australian grasses. — 1990. — 150 p.
- Simon, B.K. A revision of the genus Aristida L. (Poaceae) in Australia (англ.) // Australian Systematic Botany : journal. — 1992. — Vol. 5, no. 2. — P. 129—226.

## Растения, названные именем Б. Саймона
- Cynodon simonii P.M.Peterson, 2015, nom. nov.
- Dinebra simoniana (N.Snow) P.M.Peterson & N.Snow, 2012
- Micrachne simonii (Kupicha & Cope) P.M.Peterson, 2015